# Sessão Solene Comemorativa do 25 de abril
A Sessão Solene Comemorativa do 25 de abril é uma sessão comemorativa que tem lugar na Assembleia da República todos os anos no dia 25 de abril, em homenagem à Revolução dos Cravos ocorrida no mesmo dia no ano de 1974. Não há limite de tempo para os discursos, sendo que a sessão começa com o discurso do representante do menor partido com assento parlamentar e terminando com os discursos do Presidente da Assembleia da República e do Presidente da República. Cada sessão inicia e termina com a execução do hino nacional "A Portuguesa" pela banda da Guarda Nacional Republicana.

## Intervenientes

### 1977
| Grupo Parlamentar       | Grupo Parlamentar                     | Interveniente           |
| ----------------------- | ------------------------------------- | ----------------------- |
|                         | União Democrática Popular             | Acácio Barreiros        |
|                         | Partido Comunista Português           | Octávio Pato            |
|                         | Centro Democrático Social             | Victor de Sá Machado    |
|                         | Partido Social Democrata              | António Barbosa de Melo |
|                         | Partido Socialista                    | Francisco Salgado Zenha |
|                         | Presidente da Assembleia da República | Vasco da Gama Fernandes |
| Presidente da República | Presidente da República               | António Ramalho Eanes   |

### 1978
| Grupo Parlamentar       | Grupo Parlamentar                     | Interveniente              |
| ----------------------- | ------------------------------------- | -------------------------- |
|                         | Presidente da Assembleia da República | Vasco da Gama Fernandes    |
|                         | União Democrática Popular             | Acácio Barreiros           |
|                         | Partido Comunista Português           | José Vitoriano             |
|                         | Centro Democrático Social             | Francisco de Oliveira Dias |
|                         | Partido Social Democrata              | Afonso Moura Guedes        |
|                         | Partido Socialista                    | Manuel Alegre              |
| Presidente da República | Presidente da República               | António Ramalho Eanes      |

### 1979
| Grupo Parlamentar       | Grupo Parlamentar                     | Interveniente               |
| ----------------------- | ------------------------------------- | --------------------------- |
|                         | União Democrática Popular             | Acácio Barreiros            |
|                         | Partido Comunista Português           | Carlos Brito                |
|                         | Centro Democrático Social             | Nuno Abecassis              |
|                         | Partido Social Democrata              | José Menéres Pimentel       |
|                         | Partido Socialista                    | Herculano Pires             |
|                         | Presidente da Assembleia da República | Teófilo Carvalho dos Santos |
| Presidente da República | Presidente da República               | António Ramalho Eanes       |

### 1980
| Grupo Parlamentar       | Grupo Parlamentar                                               | Interveniente               |
| ----------------------- | --------------------------------------------------------------- | --------------------------- |
|                         | Movimento dos Reformadores                                      | Armando Adão e Silva        |
|                         | União Democrática Popular                                       | Mário Tomé                  |
|                         | Movimento Democrático Português/ Comissão Democrática Eleitoral | Helena Cidade Moura         |
|                         | Partido Popular Monárquico                                      | Luís Coimbra                |
|                         | Centro Democrático Social                                       | Luís Moreno                 |
|                         | Partido Comunista Português                                     | Joaquim Gomes               |
|                         | Partido Socialista                                              | António de Almeida Santos   |
|                         | Partido Social Democrata                                        | Helena Roseta               |
|                         | Presidente da Assembleia da República                           | Leonardo Ribeiro de Almeida |
| Presidente da República | Presidente da República                                         | António Ramalho Eanes       |

### 1981
| Grupo Parlamentar       | Grupo Parlamentar                                               | Interveniente               |
| ----------------------- | --------------------------------------------------------------- | --------------------------- |
|                         | União Democrática Popular                                       | Mário Tomé                  |
|                         | Movimento Democrático Português/ Comissão Democrática Eleitoral | Helena Cidade Moura         |
|                         | União da Esquerda para a Democracia Socialista                  | António Lopes Cardoso       |
|                         | Acção Social Democrata Independente                             | Joaquim Magalhães Mota      |
|                         | Partido Popular Monárquico                                      | Borges de Carvalho          |
|                         | Partido Comunista Português                                     | Octávio Pato                |
|                         | Centro Democrático Social                                       | Mário Gaioso                |
|                         | Partido Socialista                                              | Francisco Salgado Zenha     |
|                         | Partido Social Democrata                                        | Pedro Roseta                |
|                         | Presidente da Assembleia da República                           | Leonardo Ribeiro de Almeida |
| Presidente da República | Presidente da República                                         | António Ramalho Eanes       |

### 1982
| Grupo Parlamentar       | Grupo Parlamentar                                               | Interveniente              |
| ----------------------- | --------------------------------------------------------------- | -------------------------- |
|                         | União Democrática Popular                                       | Mário Tomé                 |
|                         | Movimento Democrático Português/ Comissão Democrática Eleitoral | António Taborda            |
|                         | União da Esquerda para a Democracia Socialista                  | António Lopes Cardoso      |
|                         | Acção Social Democrata Independente                             | Jorge Miranda              |
|                         | Partido Popular Monárquico                                      | Augusto Ferreira do Amaral |
|                         | Partido Comunista Português                                     | Álvaro Veiga de Oliveira   |
|                         | Centro Democrático Social                                       | Rui Pena                   |
|                         | Partido Socialista                                              | Jaime Gama                 |
|                         | Partido Social Democrata                                        | Francisco Sousa Tavares    |
|                         | Presidente da Assembleia da República                           | Francisco de Oliveira Dias |
| Presidente da República | Presidente da República                                         | António Ramalho Eanes      |

### 1983
Não se realizou, devido à realização de eleições legislativas.

### 1984
| Grupo Parlamentar       | Grupo Parlamentar                                               | Interveniente                 |
| ----------------------- | --------------------------------------------------------------- | ----------------------------- |
|                         | Acção Social Democrata Independente                             | Joaquim Magalhães Mota        |
|                         | União da Esquerda para a Democracia Socialista                  | António Lopes Cardoso         |
|                         | Movimento Democrático Português/ Comissão Democrática Eleitoral | José Manuel Tengarrinha       |
|                         | Centro Democrático Social                                       | Alfredo Azevedo Soares        |
|                         | Partido Comunista Português                                     | António Dias Lourenço         |
|                         | Partido Social Democrata                                        | Fernando Condesso             |
|                         | Partido Socialista                                              | José Luís Nunes               |
|                         | Presidente da Assembleia da República                           | Manuel Alfredo Tito de Morais |
| Presidente da República | Presidente da República                                         | António Ramalho Eanes         |

### 1985
| Grupo Parlamentar       | Grupo Parlamentar                                               | Interveniente              |
| ----------------------- | --------------------------------------------------------------- | -------------------------- |
|                         | Acção Social Democrata Independente                             | Manuel Vilhena de Carvalho |
|                         | União da Esquerda para a Democracia Socialista                  | César de Oliveira          |
|                         | Movimento Democrático Português/ Comissão Democrática Eleitoral | Raúl Morais e Castro       |
|                         | Centro Democrático Social                                       | António Gomes de Pinho     |
|                         | Partido Comunista Português                                     | Carlos Brito               |
|                         | Partido Social Democrata                                        | António Capucho            |
|                         | Partido Socialista                                              | José Luís Nunes            |
|                         | Presidente da Assembleia da República                           | Fernando Amaral            |
| Presidente da República | Presidente da República                                         | António Ramalho Eanes      |

### 1986
| Grupo Parlamentar       | Grupo Parlamentar                                               | Interveniente                |
| ----------------------- | --------------------------------------------------------------- | ---------------------------- |
|                         | Movimento Democrático Português/ Comissão Democrática Eleitoral | José Manuel Tengarrinha      |
|                         | Centro Democrático Social                                       | Manuel Monteiro              |
|                         | Partido Comunista Português                                     | Octávio Pato                 |
|                         | Partido Renovador Democrático                                   | António Alves Marques Júnior |
|                         | Partido Socialista                                              | José Luís Nunes              |
|                         | Partido Social Democrata                                        | Carlos Coelho                |
|                         | Presidente da Assembleia da República                           | Fernando Amaral              |
| Presidente da República | Presidente da República                                         | Mário Soares                 |

### 1987
| Grupo Parlamentar       | Grupo Parlamentar                                               | Interveniente           |
| ----------------------- | --------------------------------------------------------------- | ----------------------- |
|                         | Movimento Democrático Português/ Comissão Democrática Eleitoral | José Manuel Tengarrinha |
|                         | Centro Democrático Social                                       | Manuel Monteiro         |
|                         | Partido Comunista Português                                     | Jerónimo de Sousa       |
|                         | Partido Renovador Democrático                                   | Hermínio Martinho       |
|                         | Partido Socialista                                              | José Apolinário         |
|                         | Partido Social Democrata                                        | António Capucho         |
|                         | Presidente da Assembleia da República                           | Fernando Amaral         |
| Presidente da República | Presidente da República                                         | Mário Soares            |

### 1988
| Grupo Parlamentar       | Grupo Parlamentar                     | Interveniente              |
| ----------------------- | ------------------------------------- | -------------------------- |
|                         | Intervenção Democrática               | João Corregedor da Fonseca |
|                         | Partido Ecologista Os Verdes          | Maria Amélia Santos        |
|                         | Centro Democrático Social             | Basílio Horta              |
|                         | Partido Renovador Democrático         | Hermínio Martinho          |
|                         | Partido Comunista Português           | José Manuel Maia           |
|                         | Partido Socialista                    | Jorge Sampaio              |
|                         | Partido Social Democrata              | Fernando Correia Afonso    |
|                         | Presidente da Assembleia da República | Vítor Pereira Crespo       |
| Presidente da República | Presidente da República               | Mário Soares               |

### 1989
Pela primeira vez, a Sessão Solene Comemorativa do 25 de abril teve uma oradora convidada, a então Presidente da Assembleia Nacional Popular da Guiné-Bissau Carmen Pereira. Também pela primeira vez, nenhum representante dos partidos interveio, para além do facto da sessão ter tido o nome de "Reunião Solene Comemorativa do 25 de Abril".
| Grupo Parlamentar                                         | Grupo Parlamentar                                         | Interveniente        |
| --------------------------------------------------------- | --------------------------------------------------------- | -------------------- |
|                                                           | Presidente da Assembleia da República                     | Vítor Pereira Crespo |
| Presidente da Assembleia Nacional Popular da Guiné-Bissau | Presidente da Assembleia Nacional Popular da Guiné-Bissau | Carmen Pereira       |
| Presidente da República                                   | Presidente da República                                   | Mário Soares         |

### 1990
| Grupo Parlamentar       | Grupo Parlamentar                     | Interveniente           |
| ----------------------- | ------------------------------------- | ----------------------- |
|                         | Partido Ecologista Os Verdes          | Herculano Pombo         |
|                         | Centro Democrático Social             | Narana Coissoró         |
|                         | Partido Renovador Democrático         | Marques Júnior          |
|                         | Partido Comunista Português           | Octávio Teixeira        |
|                         | Partido Socialista                    | Jaime Gama              |
|                         | Partido Social Democrata              | Mário Montalvão Machado |
|                         | Presidente da Assembleia da República | Vítor Pereira Crespo    |
| Presidente da República | Presidente da República               | Mário Soares            |

### 1991
| Grupo Parlamentar       | Grupo Parlamentar                     | Interveniente        |
| ----------------------- | ------------------------------------- | -------------------- |
|                         | Centro Democrático Social             | Narana Coissoró      |
|                         | Partido Renovador Democrático         | Carlos Lilaia        |
|                         | Partido Comunista Português           | Jerónimo de Sousa    |
|                         | Partido Socialista                    | Edite Estrela        |
|                         | Partido Social Democrata              | Duarte Lima          |
|                         | Presidente da Assembleia da República | Vítor Pereira Crespo |
| Presidente da República | Presidente da República               | Mário Soares         |

### 1992
Não se realizou, por vontade do então Presidente da República Mário Soares, que transferiu as comemorações oficiais do 25 de Abril para Belém.

### 1993
Não se realizou, por vontade do então Presidente da República Mário Soares, em solidariedade com o "boicote dos jornalistas a todos os trabalhos parlamentares em protesto contra a limitação da circulação dos jornalistas no edifício de São Bento". No entanto, a data foi assinalada em Braga.

### 1994
| Grupo Parlamentar       | Grupo Parlamentar                           | Interveniente           |
| ----------------------- | ------------------------------------------- | ----------------------- |
|                         | Partido da Solidariedade Nacional           | Manuel Sérgio           |
|                         | Partido Ecologista Os Verdes                | Isabel Castro           |
|                         | Centro Democrático Social – Partido Popular | António Lobo Xavier     |
|                         | Partido Comunista Português                 | Carlos Carvalhas        |
|                         | Partido Socialista                          | António Guterres        |
|                         | Partido Social Democrata                    | Pedro Passos Coelho     |
|                         | Presidente da Assembleia da República       | António Barbosa de Melo |
| Presidente da República | Presidente da República                     | Mário Soares            |

### 1995
| Grupo Parlamentar       | Grupo Parlamentar                     | Interveniente           |
| ----------------------- | ------------------------------------- | ----------------------- |
|                         | Partido Ecologista Os Verdes          | André Martins           |
|                         | Partido Popular                       | Narana Coissoró         |
|                         | Partido Comunista Português           | Carlos Carvalhas        |
|                         | Partido Socialista                    | António Guterres        |
|                         | Partido Social Democrata              | Fernando Nogueira       |
|                         | Presidente da Assembleia da República | António Barbosa de Melo |
| Presidente da República | Presidente da República               | Mário Soares            |

### 1996
| Grupo Parlamentar       | Grupo Parlamentar                     | Interveniente             |
| ----------------------- | ------------------------------------- | ------------------------- |
|                         | Partido Ecologista Os Verdes          | Heloísa Apolónia          |
|                         | Partido Comunista Português           | Luísa Mesquita            |
|                         | Partido Popular                       | Gonçalo Ribeiro da Costa  |
|                         | Partido Social Democrata              | Pacheco Pereira           |
|                         | Partido Socialista                    | Manuel Alegre             |
|                         | Presidente da Assembleia da República | António de Almeida Santos |
| Presidente da República | Presidente da República               | Jorge Sampaio             |

### 1997
| Grupo Parlamentar       | Grupo Parlamentar                     | Interveniente             |
| ----------------------- | ------------------------------------- | ------------------------- |
|                         | Partido Ecologista Os Verdes          | Isabel Castro             |
|                         | Partido Comunista Português           | João Amaral               |
|                         | Partido Popular                       | Maria José Nogueira Pinto |
|                         | Partido Social Democrata              | Pacheco Pereira           |
|                         | Partido Socialista                    | Medeiros Ferreira         |
|                         | Presidente da Assembleia da República | António de Almeida Santos |
| Presidente da República | Presidente da República               | Jorge Sampaio             |

### 1998
| Grupo Parlamentar       | Grupo Parlamentar                     | Interveniente             |
| ----------------------- | ------------------------------------- | ------------------------- |
|                         | Partido Ecologista Os Verdes          | Heloísa Apolónia          |
|                         | Partido Comunista Português           | Odete Santos              |
|                         | Partido Popular                       | Luís Queiró               |
|                         | Partido Social Democrata              | Mota Amaral               |
|                         | Partido Socialista                    | Alberto Costa             |
|                         | Presidente da Assembleia da República | António de Almeida Santos |
| Presidente da República | Presidente da República               | Jorge Sampaio             |

### 1999
| Grupo Parlamentar       | Grupo Parlamentar                     | Interveniente             |
| ----------------------- | ------------------------------------- | ------------------------- |
|                         | Partido Ecologista Os Verdes          | Isabel Castro             |
|                         | Partido Comunista Português           | Lino de Carvalho          |
|                         | Partido Popular                       | Luís Queiró               |
|                         | Partido Social Democrata              | Luís Marques Mendes       |
|                         | Partido Socialista                    | Francisco Assis           |
|                         | Presidente da Assembleia da República | António de Almeida Santos |
| Presidente da República | Presidente da República               | Jorge Sampaio             |

### 2000
| Grupo Parlamentar       | Grupo Parlamentar                     | Interveniente             |
| ----------------------- | ------------------------------------- | ------------------------- |
|                         | Bloco de Esquerda                     | Francisco Louçã           |
|                         | Partido Ecologista Os Verdes          | Isabel Castro             |
|                         | Partido Popular                       | Basílio Horta             |
|                         | Partido Comunista Português           | Bernardino Soares         |
|                         | Partido Social Democrata              | Ferreira do Amaral        |
|                         | Partido Socialista                    | Helena Roseta             |
|                         | Presidente da Assembleia da República | António de Almeida Santos |
| Presidente da República | Presidente da República               | Jorge Sampaio             |

### 2001
| Grupo Parlamentar       | Grupo Parlamentar                     | Interveniente             |
| ----------------------- | ------------------------------------- | ------------------------- |
|                         | Bloco de Esquerda                     | Fernando Rosas            |
|                         | Partido Ecologista Os Verdes          | Heloísa Apolónia          |
|                         | Partido Popular                       | Paulo Portas              |
|                         | Partido Comunista Português           | António Filipe            |
|                         | Partido Social Democrata              | João Bosco Mota Amaral    |
|                         | Partido Socialista                    | José Lamego               |
|                         | Presidente da Assembleia da República | António de Almeida Santos |
| Presidente da República | Presidente da República               | Jorge Sampaio             |

### 2002
| Grupo Parlamentar       | Grupo Parlamentar                     | Interveniente          |
| ----------------------- | ------------------------------------- | ---------------------- |
|                         | Partido Ecologista Os Verdes          | Isabel Castro          |
|                         | Bloco de Esquerda                     | Luís Fazenda           |
|                         | Partido Comunista Português           | Honório Novo           |
|                         | Partido Popular                       | Luís Duque             |
|                         | Partido Socialista                    | João Soares            |
|                         | Partido Social Democrata              | Leonor Beleza          |
|                         | Presidente da Assembleia da República | João Bosco Mota Amaral |
| Presidente da República | Presidente da República               | Jorge Sampaio          |

### 2003
| Grupo Parlamentar       | Grupo Parlamentar                     | Interveniente          |
| ----------------------- | ------------------------------------- | ---------------------- |
|                         | Partido Ecologista Os Verdes          | Heloísa Apolónia       |
|                         | Bloco de Esquerda                     | Joana Amaral Dias      |
|                         | Partido Comunista Português           | Bruno Dias             |
|                         | Partido Popular                       | João Almeida           |
|                         | Partido Socialista                    | José Medeiros Ferreira |
|                         | Partido Social Democrata              | José Matos Correia     |
|                         | Presidente da Assembleia da República | João Bosco Mota Amaral |
| Presidente da República | Presidente da República               | Jorge Sampaio          |

### 2004
| Grupo Parlamentar       | Grupo Parlamentar                     | Interveniente            |
| ----------------------- | ------------------------------------- | ------------------------ |
|                         | Partido Ecologista Os Verdes          | Heloísa Apolónia         |
|                         | Bloco de Esquerda                     | Francisco Louçã          |
|                         | Partido Comunista Português           | Bernardino Soares        |
|                         | Partido Popular                       | Miguel Anacoreta Correia |
|                         | Partido Socialista                    | Manuel Alegre            |
|                         | Partido Social Democrata              | Victor Cruz              |
|                         | Presidente da Assembleia da República | João Bosco Mota Amaral   |
| Presidente da República | Presidente da República               | Jorge Sampaio            |

### 2005
| Grupo Parlamentar       | Grupo Parlamentar                     | Interveniente           |
| ----------------------- | ------------------------------------- | ----------------------- |
|                         | Partido Ecologista Os Verdes          | Francisco Madeira Lopes |
|                         | Bloco de Esquerda                     | João Teixeira Lopes     |
|                         | Partido Popular                       | José Paulo Carvalho     |
|                         | Partido Comunista Português           | Jerónimo de Sousa       |
|                         | Partido Social Democrata              | Guilherme Silva         |
|                         | Partido Socialista                    | Alberto Martins         |
|                         | Presidente da Assembleia da República | Jaime Gama              |
| Presidente da República | Presidente da República               | Jorge Sampaio           |

### 2006
| Grupo Parlamentar       | Grupo Parlamentar                     | Interveniente       |
| ----------------------- | ------------------------------------- | ------------------- |
|                         | Partido Ecologista Os Verdes          | Heloísa Apolónia    |
|                         | Bloco de Esquerda                     | João Semedo         |
|                         | Partido Popular                       | Telmo Correia       |
|                         | Partido Comunista Português           | Abílio Fernandes    |
|                         | Partido Social Democrata              | Miguel Macedo       |
|                         | Partido Socialista                    | José Vera Jardim    |
|                         | Presidente da Assembleia da República | Jaime Gama          |
| Presidente da República | Presidente da República               | Aníbal Cavaco Silva |

### 2007
| Grupo Parlamentar       | Grupo Parlamentar                     | Interveniente           |
| ----------------------- | ------------------------------------- | ----------------------- |
|                         | Partido Ecologista Os Verdes          | Francisco Madeira Lopes |
|                         | Bloco de Esquerda                     | Helena Pinto            |
|                         | Partido Popular                       | Nuno Magalhães          |
|                         | Partido Comunista Português           | Francisco Lopes         |
|                         | Partido Social Democrata              | Paulo Rangel            |
|                         | Partido Socialista                    | Maria de Belém Roseira  |
|                         | Presidente da Assembleia da República | Jaime Gama              |
| Presidente da República | Presidente da República               | Aníbal Cavaco Silva     |

### 2008
| Grupo Parlamentar       | Grupo Parlamentar                     | Interveniente         |
| ----------------------- | ------------------------------------- | --------------------- |
|                         | Partido Ecologista Os Verdes          | José Miguel Gonçalves |
|                         | Bloco de Esquerda                     | José Soeiro           |
|                         | Partido Comunista Português           | Miguel Tiago          |
|                         | Partido Popular                       | Pedro Mota Soares     |
|                         | Partido Social Democrata              | Luís Montenegro       |
|                         | Partido Socialista                    | Osvaldo Castro        |
|                         | Presidente da Assembleia da República | Jaime Gama            |
| Presidente da República | Presidente da República               | Aníbal Cavaco Silva   |

### 2009
| Grupo Parlamentar       | Grupo Parlamentar                     | Interveniente                |
| ----------------------- | ------------------------------------- | ---------------------------- |
|                         | Partido Ecologista Os Verdes          | José Luís Ferreira           |
|                         | Bloco de Esquerda                     | Ana Drago                    |
|                         | Partido Popular                       | Teresa Caeiro                |
|                         | Partido Comunista Português           | João Oliveira                |
|                         | Partido Social Democrata              | Paulo Rangel                 |
|                         | Partido Socialista                    | António Alves Marques Júnior |
|                         | Presidente da Assembleia da República | Jaime Gama                   |
| Presidente da República | Presidente da República               | Aníbal Cavaco Silva          |

### 2010
| Grupo Parlamentar       | Grupo Parlamentar                     | Interveniente              |
| ----------------------- | ------------------------------------- | -------------------------- |
|                         | Partido Ecologista Os Verdes          | Heloísa Apolónia           |
|                         | Partido Comunista Português           | José Batista Mestre Soeiro |
|                         | Bloco de Esquerda                     | Fernando Rosas             |
|                         | CDS – Partido Popular                 | José Manuel Rodrigues      |
|                         | Partido Social Democrata              | José Pedro Aguiar Branco   |
|                         | Partido Socialista                    | João Soares                |
|                         | Presidente da Assembleia da República | Jaime Gama                 |
| Presidente da República | Presidente da República               | Aníbal Cavaco Silva        |

### 2011
Devido à realização de eleições legislativas, não houve Sessão Solene Comemorativa.

### 2012
| Grupo Parlamentar       | Grupo Parlamentar                     | Interveniente       |
| ----------------------- | ------------------------------------- | ------------------- |
|                         | Partido Ecologista Os Verdes          | José Luís Ferreira  |
|                         | Bloco de Esquerda                     | Cecília Honório     |
|                         | Partido Comunista Português           | Agostinho Lopes     |
|                         | CDS – Partido Popular                 | Hélder Amaral       |
|                         | Partido Socialista                    | Carlos Zorrinho     |
|                         | Partido Social Democrata              | Pedro Pinto         |
|                         | Presidente da Assembleia da República | Assunção Esteves    |
| Presidente da República | Presidente da República               | Aníbal Cavaco Silva |

### 2013
| Grupo Parlamentar       | Grupo Parlamentar                     | Interveniente       |
| ----------------------- | ------------------------------------- | ------------------- |
|                         | Partido Ecologista Os Verdes          | Heloísa Apolónia    |
|                         | Bloco de Esquerda                     | Catarina Martins    |
|                         | Partido Comunista Português           | Paula Santos        |
|                         | CDS – Partido Popular                 | Cecília Meireles    |
|                         | Partido Socialista                    | Alberto Costa       |
|                         | Partido Social Democrata              | Carlos Abreu Amorim |
|                         | Presidente da Assembleia da República | Assunção Esteves    |
| Presidente da República | Presidente da República               | Aníbal Cavaco Silva |

### 2014
| Grupo Parlamentar       | Grupo Parlamentar                     | Interveniente       |
| ----------------------- | ------------------------------------- | ------------------- |
|                         | Partido Ecologista Os Verdes          | José Luís Ferreira  |
|                         | Bloco de Esquerda                     | Mariana Mortágua    |
|                         | Partido Comunista Português           | Jerónimo de Sousa   |
|                         | CDS – Partido Popular                 | Filipe Lobo d'Ávila |
|                         | Partido Socialista                    | António José Seguro |
|                         | Partido Social Democrata              | Luís Montenegro     |
|                         | Presidente da Assembleia da República | Assunção Esteves    |
| Presidente da República | Presidente da República               | Aníbal Cavaco Silva |

### 2015
| Grupo Parlamentar       | Grupo Parlamentar                     | Interveniente       |
| ----------------------- | ------------------------------------- | ------------------- |
|                         | Partido Ecologista Os Verdes          | Heloísa Apolónia    |
|                         | Bloco de Esquerda                     | Pedro Filipe Soares |
|                         | Partido Comunista Português           | Carla Cruz          |
|                         | CDS – Partido Popular                 | Michael Seufert     |
|                         | Partido Socialista                    | Miranda Calha       |
|                         | Partido Social Democrata              | Fernando Negrão     |
|                         | Presidente da Assembleia da República | Assunção Esteves    |
| Presidente da República | Presidente da República               | Aníbal Cavaco Silva |

### 2016
| Grupo Parlamentar       | Grupo Parlamentar                     | Interveniente           |
| ----------------------- | ------------------------------------- | ----------------------- |
|                         | Pessoas-Animais-Natureza              | André Silva             |
|                         | Partido Ecologista Os Verdes          | José Luís Ferreira      |
|                         | Partido Comunista Português           | Rita Rato               |
|                         | CDS – Partido Popular                 | Nuno Magalhães          |
|                         | Bloco de Esquerda                     | Jorge Costa             |
|                         | Partido Socialista                    | João Torres             |
|                         | Partido Social Democrata              | Paula Teixeira da Cruz  |
|                         | Presidente da Assembleia da República | Eduardo Ferro Rodrigues |
| Presidente da República | Presidente da República               | Marcelo Rebelo de Sousa |

### 2017
| Grupo Parlamentar       | Grupo Parlamentar                     | Interveniente           |
| ----------------------- | ------------------------------------- | ----------------------- |
|                         | Pessoas-Animais-Natureza              | André Silva             |
|                         | Partido Ecologista Os Verdes          | Heloísa Apolónia        |
|                         | Partido Comunista Português           | Jorge Machado           |
|                         | CDS – Partido Popular                 | Isabel Galriça Neto     |
|                         | Bloco de Esquerda                     | Joana Mortágua          |
|                         | Partido Socialista                    | Alberto Martins         |
|                         | Partido Social Democrata              | Teresa Leal Coelho      |
|                         | Presidente da Assembleia da República | Eduardo Ferro Rodrigues |
| Presidente da República | Presidente da República               | Marcelo Rebelo de Sousa |

### 2018
| Grupo Parlamentar       | Grupo Parlamentar                     | Interveniente            |
| ----------------------- | ------------------------------------- | ------------------------ |
|                         | Pessoas-Animais-Natureza              | André Silva              |
|                         | Partido Ecologista Os Verdes          | José Luís Ferreira       |
|                         | Partido Comunista Português           | Paulo Sá                 |
|                         | CDS – Partido Popular                 | Ana Rita Bessa           |
|                         | Bloco de Esquerda                     | Isabel Pires             |
|                         | Partido Socialista                    | Elza Pais                |
|                         | Partido Social Democrata              | Margarida Balseiro Lopes |
|                         | Presidente da Assembleia da República | Eduardo Ferro Rodrigues  |
| Presidente da República | Presidente da República               | Marcelo Rebelo de Sousa  |

### 2019
| Grupo Parlamentar       | Grupo Parlamentar                     | Interveniente            |
| ----------------------- | ------------------------------------- | ------------------------ |
|                         | Pessoas-Animais-Natureza              | André Silva              |
|                         | Partido Ecologista Os Verdes          | Heloísa Apolónia         |
|                         | Partido Comunista Português           | Diana Ferreira           |
|                         | CDS – Partido Popular                 | Filipe Anacoreta Correia |
|                         | Bloco de Esquerda                     | Jorge Falcato Simões     |
|                         | Partido Socialista                    | Carlos César             |
|                         | Partido Social Democrata              | Pedro Roque              |
|                         | Presidente da Assembleia da República | Eduardo Ferro Rodrigues  |
| Presidente da República | Presidente da República               | Marcelo Rebelo de Sousa  |

### 2020
| Grupo Parlamentar       | Grupo Parlamentar                     | Interveniente             |
| ----------------------- | ------------------------------------- | ------------------------- |
|                         | Presidente da Assembleia da República | Eduardo Ferro Rodrigues   |
|                         | Iniciativa Liberal                    | João Cotrim de Figueiredo |
|                         | Chega                                 | André Ventura             |
|                         | Partido Ecologista Os Verdes          | José Luís Ferreira        |
|                         | Pessoas-Animais-Natureza              | Inês Sousa Real           |
|                         | CDS – Partido Popular                 | Telmo Correia             |
|                         | Partido Comunista Português           | Jerónimo de Sousa         |
|                         | Bloco de Esquerda                     | Moisés Ferreira           |
|                         | Partido Social Democrata              | Rui Rio                   |
|                         | Partido Socialista                    | Ana Catarina Mendes       |
| Presidente da República | Presidente da República               | Marcelo Rebelo de Sousa   |

### 2021
| Grupo Parlamentar       | Grupo Parlamentar                     | Interveniente             |
| ----------------------- | ------------------------------------- | ------------------------- |
|                         | Presidente da Assembleia da República | Eduardo Ferro Rodrigues   |
|                         | Iniciativa Liberal                    | João Cotrim de Figueiredo |
|                         | Chega                                 | André Ventura             |
|                         | Partido Ecologista Os Verdes          | Mariana Silva             |
|                         | Pessoas-Animais-Natureza              | André Silva               |
|                         | CDS – Partido Popular                 | Pedro Morais Soares       |
|                         | Partido Comunista Português           | Alma Rivera               |
|                         | Bloco de Esquerda                     | Beatriz Gomes Dias        |
|                         | Partido Social Democrata              | Rui Rio                   |
|                         | Partido Socialista                    | Alexandre Quintanilha     |
| Presidente da República | Presidente da República               | Marcelo Rebelo de Sousa   |

### 2022
| Grupo Parlamentar       | Grupo Parlamentar                     | Interveniente           |
| ----------------------- | ------------------------------------- | ----------------------- |
|                         | Livre                                 | Rui Tavares             |
|                         | Pessoas-Animais-Natureza              | Inês Sousa Real         |
|                         | Bloco de Esquerda                     | José Soeiro             |
|                         | Partido Comunista Português           | Paula Santos            |
|                         | Iniciativa Liberal                    | Bernardo Blanco         |
|                         | Chega                                 | André Ventura           |
|                         | Partido Social Democrata              | Rui Rio                 |
|                         | Partido Socialista                    | Pedro Delgado Alves     |
|                         | Presidente da Assembleia da República | Augusto Santos Silva    |
| Presidente da República | Presidente da República               | Marcelo Rebelo de Sousa |

### 2023
| Grupo Parlamentar       | Grupo Parlamentar                     | Interveniente            |
| ----------------------- | ------------------------------------- | ------------------------ |
|                         | Livre                                 | Rui Tavares              |
|                         | Pessoas-Animais-Natureza              | Inês Sousa Real          |
|                         | Bloco de Esquerda                     | Catarina Martins         |
|                         | Partido Comunista Português           | Manuel Loff              |
|                         | Iniciativa Liberal                    | Rui Rocha                |
|                         | Chega                                 | André Ventura            |
|                         | Partido Social Democrata              | Joaquim Miranda Sarmento |
|                         | Partido Socialista                    | João Torres              |
|                         | Presidente da Assembleia da República | Augusto Santos Silva     |
| Presidente da República | Presidente da República               | Marcelo Rebelo de Sousa  |

## Cobertura dos media
Em Portugal, a sessão é transmitida ao vivo pelas câmaras instaladas nas Galerias da Assembleia da República, nos canais nacionais de televisão RTP1, RTP3, SIC Notícias, TVI24 e CMTV. Também é transmitido ao vivo pelas estações de rádio nacional Antena 1, TSF, Rádio Renascença e Rádio Observador e as estações de rádio regional RDP Açores e RDP Madeira - Antena 1.
Em todo o mundo, a cerimónia é transmitida ao vivo pelo site oficial da Assembleia da República, na RDP Internacional, RTP Internacional e RTP África.

## Versões locais
Na esmagadora maioria das autarquias locais do país, também são realizadas sessões comemorativas do 25 de abril, nos mesmo moldes das que tem lugar na Assembleia da República.